# Lake Lure
Lake Lure ist eine Stadt im Rutherford County, North Carolina. Das U.S. Census Bureau hat bei der Volkszählung 2020 eine Einwohnerzahl von 1365 ermittelt. Der gleichnamige See wurde 1927 einbezogen und 1965 erworben.

## Geschichte
1902 erwarben Lucius B. Morse und seine Brüder Hiram and Asahel 0,26 km² Land um den Chimney Rock im heutigen Chimney Rock State Park für 5000 Dollar. Dieser Besitz wuchs durch weitere Ankäufe auf 32 km² an. Lucius Morse's Frau Elizabeth gab dem See und der Stadt den Namen.
1925 gründete die Familie Morse die Carolina Mountain Power Company und begann mithilfe einer Hypothek mit dem Bau eines Dammes, der den Broad River bis 1927 aufstaute und so den See mit 2,9 km² Fläche und 43 km Ufer schuf, nach dem die Stadt benannt wurde. Ab 1928 wurde die vom Kraftwerk produzierte Energie im Rahmen eines 10-Jahres-Vertrags an Blue Ridge Power Co., einen lokalen Vorgänger von Duke Power, verkauft.
1929 beendete die Great Depression weitere Ausbaupläne. Die Stroud & Company aus Philadelphia, ein Kreditgeber, ließ den See und den Damm zwangsversteigern, wurde Eigentümer und erzielte Gewinn aus der erzeugten elektrischen Energie bis 1965. 1963 ermächtigte das Parlament von North Carolina die Stadt, zweckgebundene Kommunalanleihen (revenue bonds) zu emittieren, um Stroud den Besitz abzukaufen. 1965 kaufte die Stadt den Damm, das Kraftwerk und den Landbesitz.
Heute liefert die Stadt elektrische Energie an Duke Energy, es wird aber größerer Wert darauf gelegt, den Wasserspiegel konstant zu halten, als Gewinn aus der Stromgewinnung zu ziehen, zumal Erholung und Tourismus die tragenden wirtschaftlichen Säulen der Stadt sind.
1999 wurde der historische Gebäudekomplex Pine Gables in das National Register of Historic Places eingetragen.
in Folge von Hurrikan Helene wurde der Staudamm im September 2024 überflutet; es kam zu Evakuierungen.

### Bevölkerungsentwicklung
Jährliche Schätzungen der Wohnbevölkerung der Privathaushalte

## Söhne und Töchter der Stadt
- Verda Welcome (1907–1990), Politikerin

## Drehort
Die Umgebung von Lake Lure diente mehrmals als Drehort von Filmen, beginnend mit Kilometerstein 375 (1958). Es folgten: A Breed Apart (1984), Der Feuerteufel (1984), Dirty Dancing (1987), Ein Präsident für alle Fälle (1996) und Careful What You Wish For (2015). Mehrere Szenen in Der letzte Mohikaner (1992), darunter die letzten 17 Minuten, wurden in der Nähe von Chimney Rock und Hickory Nut Gorge gedreht.